# Укаткан
Укатка́н (каз. Үкіатқан) — село у складі Узункольського району Костанайської області Казахстану. Входить до складу Федоровського сільського округу.
Населення — 118 осіб (2021; 181 у 2009, 270 у 1999, 249 у 1989).